# 弦楽四重奏曲第4番 (バルトーク)
バルトークの弦楽四重奏曲第4番（げんがくしじゅうそうきょくだい4ばん）Sz.91は、1928年に作曲された弦楽四重奏曲である。第3番の翌年の作品である。
前作が単一楽章で、A-B-A'-(B')という形のゆるやかな統合であったのに対し、本作は5つの楽章をもち、第1楽章と第5楽章、第2楽章と第4楽章とが速度・拍子・形式の上で類似しており、さらに中間の第3楽章は三部形式でその第1部と第3部がそれぞれ第1楽章・第5楽章と動機上の関連を持つ、いわゆるアーチ構造のシンメトリカルな構成となっている。また、打楽器的奏法や和声法では前作で示された方法論が一層徹底的に追求され、荒々しいリズムと不協和な和声とをより先鋭化する特殊奏法が第3番以上に多用されており、演奏技巧上、弦楽四重奏曲中屈指の難曲とされている。

## 作曲年
総譜のバルトーク自身の書き込みによれば、1928年の7月から9月にかけて作曲された。

## 楽章構成
1. Allegro
2. Prestissimo con sordino
3. Non troppo lento
4. Allegro pizzicato
5. Allegro molto

演奏時間は、全曲で約23分弱

## 初演
1929年3月20日、ブダペスト。ヴァルトバウエル弦楽四重奏団による。この作品の献呈を受けたプロ・アルテ弦楽四重奏団による初演は1930年、リエージュで行われた。

## 作品の内容
バルトークは1930年11月6日にマックス・ロスタルに送った手紙の中で、「1番のテンポは終始非常に弾力的であるべきだが、この曲は第3楽章を除いてはもっと均等・機械的なテンポで」と、その性格について述べている。
第1楽章はソナタ形式だが、自由に変形されている。第1主題の提示部冒頭から三声の対位法による音楽となっており、本作のポリフォニックな性格を印象づけている。第2主題はいくぶん歌謡風である。曲は2つの主題で力強く構成される。
第2楽章、コン・ソルディーノは「弱音器をつけて」の意味。古典的な様式では、スケルツォにあたる。A-B-A'の三部形式からなるが、A'部分では、B部分の主題も展開され、トリオと主部の再現という関係からは逸脱している。主部は半音階で五度音程を上行、下行する音階パターンに基づいており、トリオ部ではこれが全音階的になる。また、グリッサンドの使用も特徴の一つである。テンポはかなり高速だが、先述のロスタルへの手紙の中では「楽譜のテンポよりもう少し速く、遅くはしないこと（もちろんボウイングはレガートで。スピッカートにしないこと！）」と述べられている。
第3楽章はこの作品全体の中心となる楽章である反面、アーチ構造に患わされないことから、半独立的な性格を有している。他の楽章が対位法によるポリフォニーで構成されているのに対し、この楽章では冒頭のつぶやくような断片が徐々に成長してゆくのを和声で支えるモノフォニックな構成となっている。ただし、冒頭部は第1楽章と、後半部は第5楽章と動機上の関連を持っている。
第4楽章はピツィカートにより構成されている。ここでバルトークは、通常のピツィカート奏法に加えて、より強く弦を引っ張って指板に打ちつける、いわゆる「バルトーク・ピツィカート」を初めて指示している。三部形式からなり、主部が全音階的（倍音を基本とした倍音列音階）、トリオが半音階的と、構成自体も第2楽章と対称的な配置になっている。
第5楽章は第1楽章と対称的な設計で構成されたソナタ形式の楽章で、主題も第1楽章の動機の半音程を全音程に変え、変形を施したものである。楽曲の性格は第1楽章同様、荒々しいリズムが横溢する力強いもので、対位法的な処理も入念に行われている。

## 参考図書
- ポール・グリフィス・著、和田旦・訳『バルトーク -- 生涯と作品 --』 泰流社 1986年 ISBN 4884705599